# Abschied von St. Petersburg (Walzer)
Abschied von St. Petersburg ist ein Walzer von Johann Strauss (Sohn) (op. 210). Das Werk wurde am 5. September 1858 in Pawlowsk in Russland erstmals aufgeführt.